# Gode (Einheit)
Gode war ein englisches Längenmaß, galt für Boi/Boy (Bezeichnung für ein beidseitig gerauhtes, dicht ausgewebtes Baumwollgewebe) und Fries und entsprach der Elle. Da es in England noch andere Ellenmaße gab, nannte man zur Unterscheidung das Maß  auch Boy-Fries-Gode.
- 1 Gode = 311 Pariser Linien = 701,55 Millimeter
- 100 Godes = 125 Pariser Ellen